# مايكل كيج
مايكل كيج (بالإنجليزية: Michael Cage)‏ مواليد 28 يناير 1962 في أركنساس، هو لاعب كرة سلة أمريكي سابق بدأ مسيرته الاحترافية في سنة 1984. تم اختياره من قبل فريق لوس أنجلوس كليبرز خلال الدرافت. يبلغ طوله 6 قدم 9 بوصة (2.1 م). حقق المركز الأول في دورة الألعاب الأمريكية 1983. اعتزل اللعب في 2000. أحرز خلال مسيرته في الإن بي إيه 8278 نقطة بمعدل 7.3 نقاط في المباراة الواحدة.

## المسيرة الاحترافية
لعب مع لوس أنجلوس كليبرز من سنة 1984 إلى 1988، ثم لعب مع سياتل سوبرسونيكس من سنة 1988 إلى 1994، ثم لعب مع كليفلاند كافالييرز من سنة 1994 إلى 1996، ثم لعب مع فيلادلفيا سفنتي سيكسرز في موسم 1996–1997، ثم لعب مع بروكلين نتس من سنة 1997 إلى 2000.

## الميداليات
| الميدالية | المسابقة                    |
| --------- | --------------------------- |
| ذهبية     | دورة الألعاب الأمريكية 1983 |

## روابط خارجية
- مايكل كيج على موقع إن بي أي (الإنجليزية)
- مايكل كيج على موقع سبورتس رفرنس (الإنجليزية)
- مايكل كيج على موقع كلية كرة السلة في سبورتس رفرنس.كوم (الإنجليزية)
- مايكل كيج على موقع ريلجم (الإنجليزية)
- مايكل كيج على موقع بروبوليرز (الإنجليزية)